# MarumaruLounge 丸々もとおの賢人会議
『MarumaruLounge 丸々もとおの賢人会議』は、2017年8月2日からアール・エフ・ラジオ日本で毎週水曜日24:00-放送されている30分のラジオ番組。